# Jean-Charles Bellu
Pour les articles homonymes, voir Bellu.
Jean-Charles Bellu est un architecte français du XVIIIe siècle.

## Biographie
Jean-Charles Bellu fut l'élève de Claude Billard de Bélisard et son dessinateur au Palais Bourbon. À l'Académie royale d'architecture, il obtint le prix d'émulation en juillet 1776 (sujet : « la décoration d'une chambre de parade ») et monta en loge pour le Prix de Rome en 1778. Il visita ensuite l'Italie.
Après que le prince de Condé eut congédié Bélisard (vers 1780), il garda sa confiance à Bellu, qu'il recommanda en Bourgogne, province dont les Condé détenaient traditionnellement le gouvernement. Il réalisa la décoration du salon des Statues du palais des États de Dijon. « Seules les sphinges dessinées par Bellu aux retombées du plafond n'ont pas été exécutées. Cette voussure encadre l’Allégorie à la gloire de la Bourgogne et des Condé, peinte à Rome en 1786 par Prud'hon qui s'inspira du plafond de Pierre de Cortone au palais Barberini. Les statues d'après l'antique furent demandées à des élèves de l'École des beaux-arts de Dijon, également pensionnés à Rome par les États, Claude Renaud, Antoine Bertrand, Pierre Petitot, Nicolas Bornier. »
Bellu obtint deux voix à l'Académie en 1792.

### Sources
- Michel Gallet, Les Architectes parisiens du XVIIIe siècle : Dictionnaire biographique et critique, Paris, Éditions Mengès, 1995, 494 p. (ISBN 2-85620-370-1)